# Олександър Сирски
Олександър Станиславович Сирски (на украински: Олександр Станіславович Сирський) е украински военачалник, главнокомандващ въоръжените сили на Украйна от 8 февруари 2024 г. Преди това е служил като командир на сухопътните войски на Украйна в периода 2019 – 2024 г.
По време на руското нападение над Украйна Сирски командва отбраната на Киев. През септември 2022 г. ръководи Харковското контранастъпление, а след това е отговорен за защитата на Бахмут.

## Биография
Сирски е роден на 26 юли 1965 г. в село Новинки, Владимирска област, тогава в границите на РСФСР, СССР, в семейството на военни от руски произход. Към 2023 г. родителите и брат му живеят в Русия.
През 1980 г., когато Сирски е на 15 години, баща му е преместен по служба в Харков, УССР. Там Сирски завършва средното си образование, след което постъпва в Московското висше военно командно училище. Завършва през 1986 г. и е назначен за командир на мотострелкови взвод в Лубни. Служи в Афганистан, Таджикистан и Чехословакия до разпадането на Съветския съюз през 1991 г.
През 1993 г. военното поделение на Сирски в Чугуев е прехвърлено под украинско командване, а той бързо е повишен на полковник. През 1996 г. завършва Националния университет за отбрана на Украйна.
В началото на 2000-те години е назначен за командир на 72-ра механизирана бригада в Била Церква и повишен на генерал-майор. През 2013 г. е назначен в щаб-квартирата на НАТО в Брюксел.

### Война в Донбас
Когато избухва войната в Донбас, Сирски е началник щаб на антитерористичните операции и участва в битката за Дебалцеве, а след това в битките за Вухлехирск, Ридкодуб и Лохвинове. Освен това, координира изтеглянето на украинските войски от Дебалцеве. Награден е с орден на Богдан Хмелницки III-та степен за постиженията си в хода на битката за Дебалцеве.
През 2016 г. оглавява Съвместния оперативен щаб на въоръжените сили на Украйна, който координира действията на различните украински военни части в Донбас. Към 2017 г. командва всички антитерористични операции в източната част на Украйна. От 5 август 2019 г. е командир на сухопътните войски на Украйна, а на 23 август 2020 г. е повишен на генерал-полковник.

### Руско нападение над Украйна
По време на руското нападение над Украйна Сирски първоначално организира и ръководи отбраната на Киев. През април 2022 г. е награден с орден Герой на Украйна за усилията си. През септември същата година медиите докладват, че именно Сирски стои зад успешната Харковска контраофанзива. Въпреки това, Сирски е и критикуван за това, че използва кървави съветски тактики при Бахмут, които водят до значителни украински загуби.
На 8 февруари 2024 г. Володимир Зеленски заменя Валерий Залужни със Сирски като главнокомандващ въоръжените сили на Украйна след дълги спекулации относно разрив в отношенията между Зеленски и Залужни. На 17 февруари 2024 г. Сирски нарежда цялостното изтегляне на украинските войски от Авдиивка към по-благоприятни линии на отбрана и за да се избегне обкръжение.